# 唇萼薄荷
唇萼薄荷（学名：Mentha pulegium），又称普列薄荷（Pennyroyal）、除蚤薄荷、胡薄荷，为薄荷属下的一个种。碾碎的唇萼薄荷会有类似绿薄荷的浓香气味。它也是一种传统的烹饪调料、草药和堕胎药。

## 使用历史
唇萼薄荷曾被古希腊和古罗马人当作烹饪调料。古希腊人通常把其作为酒的添加材料，而它也是古罗马美食食谱的常客，并与独活草、牛至和香菜一并使用。尽管在中世纪它的使用非常广泛，现在渐渐已经不再受到烹饪师的青睐了。
而作为一个简易的毒物，唇萼薄荷的使用却有悠久的历史。早期的殖民者利用烘干的唇萼薄荷祛除害虫。它如此受欢迎，以至于英国皇家学会在第一版的《哲学会刊》（Philosophical Transactions，1665年）都刊登了一篇论文用它的毒性与响尾蛇作比较。

## 毒性
唇萼薄荷的香精油极其集中。因为其烈毒性，它不能被内服：哪怕是很小的剂量，都可能致死。尝试使用它作为避孕药的并发症已经被报道。该精油液可以用作芳香疗法，一种洗浴的添加料和杀虫剂。但已经有大量研究显示，这种薄荷对人类和动物具有很强毒性，甚至是极小的程度都具有危险。
直到美国国会通过了《1994年膳食补充剂健康和教育法》，所有的唇萼薄荷产品才被标示警告“孕妇禁用”。

## 文学作品
阿里斯托芬在《利西翠妲》和《和平》的著作中已经提及唇萼薄荷作为堕胎药的历史。